# Machimus alatavicus
Machimus alatavicus är en tvåvingeart som beskrevs av Pavel Lehr 1967. Machimus alatavicus ingår i släktet Machimus och familjen rovflugor. Inga underarter finns listade i Catalogue of Life.